# Cos de Blindats d'Israel
El Cos de Blindats d'Israel (en hebreu: חיל השריון "Heil HaShirion") és un dels cossos de la Forces de Defensa d'Israel. Des de 1998 està subordinat a la Força Terrestre de l'Exèrcit Israelià (GOC). El Cos de Blindats és el principal cos de maniobra, i basa la seva força en la utilització dels carros de combat amb els quals explica, molts d'ells, construïts o modificades de manera autòctona. És considerat capdavantera a les tecnologies modernes de construcció de blindats a nivell mundial.

## Missions i Objectius

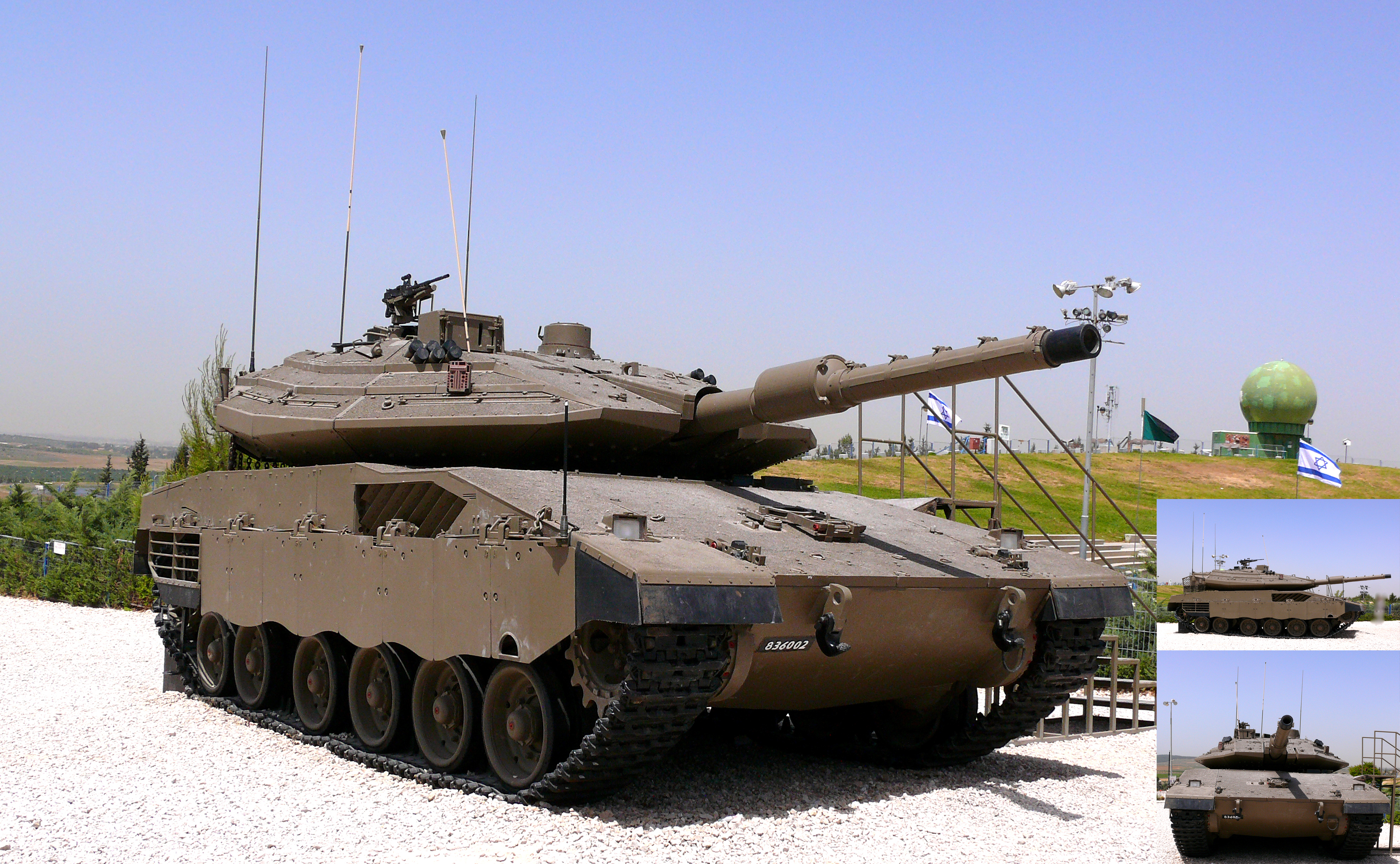
Carro de combat Merkava Mk IV, L'Espina Dorsal del Cos de Blindats.

En temps de guerra, el Cos de Blindats té dues missions. D'una banda, encapçalar l'ofensiva i ajudar a eliminar les forces enemigues de la zona de combat. D'altra banda, ha d'impedir l'avanç dels blindats enemics i destruir-los. En temps de pau, aquest cos dona suport al Cos d'Infanteria, quan aquest realitza tasques de seguretat, amb els tancs actuant com un búnker mòbil. Aquest cos és considerat com un dels millor equipats, i un dels més moderns cossos cuirassats terrestres del món, tot i que han estat superats pels cossos blindats d'altres països com els Estats Units, Rússia i Alemanya, tanmateix ha aquest cos ha obtingut un èxit operatiu insòlit.

## Història
A l'inici de l'estat d'Israel era menester garantir l'autodefensa i l'ordre intern amb milicies com el Haganà, però es preveia que els seus rivals històrics, els països àrabs; que superaven el nou estat en potencial i en nombre, estiguessin disposats a fer servir qualsevol mitjà al seu abast per destruir l'aleshores nou estat jueu. En vista d'això, el naixent estat es va procurar juntament amb països aliats, un material de guerra que tot i ser molt escàs, servia per a la pròpia defensa. En tant que l'exèrcit prenia consciència de la força del seu rival, va començar a instruir els primers carristes, i va adquirir els primers carros blindats de països com el Regne Unit i França (comprant models ja desfasats com l'AMX-13, i el més sofisticat Centurion, encara que eren vehicles ja deteriorats per l'ús extensiu durant la Segona Guerra Mundial), aquests carros de combat tenien tanmateix una cuirassa defensiva bastant forta, i el naixent estat israelià disposava finalment d'una força de blindats dotada de carristes que estaven compromesos amb la supervivència del nou estat, tot plegat havia de constituir el nucli fonamental de les Brigades Cuirassades d'Israel.

## Equipament
Aquest és un breu llistat de l'equipament del Cos de Blindats d'Israel actualment:

### Carros de Combat
| Vehicle        | Tipus de Vehicle          | Tipus de Rodadura   | Quantitat (Aproximada) | Estat      | Origen |
| -------------- | ------------------------- | ------------------- | ---------------------- | ---------- | ------ |
| Merkava MK. 1  | Carro de Combat Principal | Eixos Sobre Erugues | 250                    | En reserva | Israel |
| Merkava MK. 2  | Carro de Combat Principal | Eixos Sobre Erugues | 290                    | En Servei  | Israel |
| Merkhava MK. 3 | Carro de Combat Principal | Eixos Sobre Erugues | 780                    | En Servei  | Israel |
| Merkhava MK. 4 | Carro de Combat Principal | Eixos Sobre Erugues | 660                    | En Servei  | Israel |

### Transports Blindats de Personal
| Vehicle                    | Tipus de Vehicle                    | Tipus de Rodadura   | Quantitat (Aproximada)                                                          | Estat                                                                   | Origen                                   |
| -------------------------- | ----------------------------------- | ------------------- | ------------------------------------------------------------------------------- | ----------------------------------------------------------------------- | ---------------------------------------- |
| Namera APC                 | Transport Blindat de Personal (APC) | Eixos Sobre Erugues | +-800 (lliurats 15, en construcció 485, opcional per altres 400 unitats)        | En Servei Actiu, Construïts sobre la base dels Merkava Mk. 4            | Israel                                   |
| Namer APC                  | Transport Blindat de Personal (APC) | Eixos Sobre Erugues | 15(lliurats 15, no es van produir més unitats, es va donar prioritat al Namera) | En Servei Actiu Restringit, Construïts sobre la base dels Merkava Mk. 1 | Israel                                   |
| Achzarit                   | Transport Blindat de Personal (APC) | Eixos Sobre Erugues | +-500                                                                           | En Servei Actiu                                                         | Unió Soviètica Israel                    |
| Transport de Tropes M113A3 | Transport Blindat de Personal (APC) | Eixos Sobre Erugues | +-6000                                                                          | En Servei Actiu                                                         | Estats Units/ Israel Estats Units Israel |

### Equips Blindats d'Enginyeria
| Vehicle  | Tipus de Vehicle                           | Tipus de Rodadura   | Quantitat (Aproximada) | Estat     | Origen                               |
| -------- | ------------------------------------------ | ------------------- | ---------------------- | --------- | ------------------------------------ |
| Nakpadon | Vehicle d'Enginyers basats en el Centurion | Eixos sobre Erugues | +-150                  | En Servei | Regne Unit/ Israel Regne Unit Israel |
| Puma     | Vehicle d'Enginyers basats en el Centurion | Eixos sobre Erugues | +-150                  | En Servei | Regne Unit/ Israel Regne Unit Israel |

### Equipament d'Ús Personal
| Objecte                  | Tipus d'Equip     | Classe | Estat     | Origen |
| ------------------------ | ----------------- | ------ | --------- | ------ |
| Casc de Carrista OR-601. | Casc de Tripulant | Casc   | En Servei | Israel |
| Casc de Carrista OR-602. | Casc de Tripulant | Casc   | En Servei | Israel |
| Casc de Carrista OR-603. | Casc de Tripulant | Casc   | En Servei | Israel |